# جبهة تحرير عربستان
جبهة تحرير عربستان ، هي إحدى جبهات مقاومة عرب الأحواز. وقد أنشئت عام 1956 م ، وآمنت بالكفاح المسلح ضد الاحتلال الإيراني ، ومارست أنشطة سياسية وإعلامية متنوعة. واستمرت في الكفاح تحت اسم منظمة الجبهة الوطنية لتحرير عربستان، بعد اضطهاد أعضائها وإعدام قادتها الرئيسيين.